# جبل ذياب
جبل ذياب وهو جبل يقع في مديرية بني حشيش التابعة لمحافظة صنعاء ويبلغ ارتفاعة 1.817 متر